# Riachão do Dantas
Riachão do Dantas é um município brasileiro do estado de Sergipe, na região Centro-Oeste do Estado. A sede municipal localiza-se às margens da  BR-349, que liga Aracaju a Brasília.

## História
no fim do século XVI no início da colonização de Sergipe por meio de sesmarias, atividades agrícolas no terreno do atual riachão do Dantas começaram ali, sem um grande assentamento ou urbe até o século XIX.
O nome da cidade se originou de um riacho,  Limeira, que passa próximo a cidade, a povoação era conhecida apenas como "Riachão". Em 1943, ganhou o complemento "do Dantas", em homenagem a João Dantas Martins dos Reis, o Comendador Dantas, chefe político de grande prestígio no tempo do Império do Brasil, chegando a ser vice-presidente da então Província de Sergipe. Foi proprietário do maior engenho da região, o Fortaleza, e um dos doadores do patrimônio da Paróquia Nossa Senhora do Amparo, a santa padroeira da cidade.
O Comendador Dantas teve uma grande influência na criação do município, porém, foi João Martins Fontes, um dos principais fundadores da povoação então pertencente à Freguesia de Nossa Senhora da Piedade do Lagarto. As primeiras casas que formaram a cidade foram construídas nas suas terras, às margens do riacho do Limeira.

## Prefeitos
- Roberto Fontes de Goes (1973–1977)
- Antônio Guimarães Sobrinho (1977–1983)
- Roberto Fontes de Goes (1983–1989)
- José Lopes de Almeida (1989–1992)
- Antônio Guimarães Sobrinho (1993–1996)
- José Lopes de Almeida (1997–2000)
- José Lopes de Almeida (2001–2004)
- Laelson Meneses da Silva (2005–2008)
- Laelson Meneses da Silva - mandato cassado - (2009–2010)
- Ivanildo Macedo dos Santos (2010–2016)
- Gerana Gomes Costa Silva - mandato cassado (2017–2018)[6]
- Pedro de Oliveira (interino)
- Simone Andrade Farias Silva (2019-2020)

## Párocos
- Padre Ezaú Barbosa de Souza (pároco) (1959–2004)
- Padre Humberto da Silva (administrador paroquial) (2001–2003)
- Padre Vicente Vidal de Sousa (administrador paroquial e, depois, pároco em 2004) (2003–2004)
- Padre José Ediberto Lima (pároco) (2004–2009)
- Padre Álvaro Braz Alves Fernandes (pároco) (2009–2017)
- Padre Paulo Seza Bispo dos Santos (administrador paroquial) (2017)

## Personalidades
- Bode Bito: Caprino querido na cidade que assistia missas e acompanhava cortejos fúnebres, que tornou-se famoso com a exibição de reportagens do programa de televisão Fantástico, em agosto de 2001 (quadro Me Leva, Brasil) e dezembro de 2018, além de aparições em programas de SBT e RecordTV. Também foi protagonista do documentário "Deu Bode", da bibliotecária Maria de Fátima Fontes de Goes. Após sua morte, em julho 2007, foi homenageado com uma estátua em tamanho e cores naturais com pedestal, colocada na entrada da cidade.
- Horácio Dantas de Goes: político, ex-presidente da Assembleia Legislativa de Sergipe e ex-governador interino do Estado.
- João Oliva Alves, jornalista, escritor e ex-secretário de imprensa do governo Seixas Dória.
- Lourival Fontes: embaixador e chefe da Casa Civil no governo do presidente Getúlio Vargas.
- Arivaldo Silveira Fontes, Militar, professor e escritor.
- Francisco J. C. Dantas, escritor e romancista, autor de Os Desvalidos e Coivara da Memória.

## Demografia
De acordo com o Censo Demográfico do Instituto Brasileiro de Geografia e Estatística (IBGE), realizado em 2022, a população do município era de 18.313 habitantes, representando uma densidade demográfica de 34,51 habitantes por Km2. Em relação à distribuição por sexo, 9.178 (50,1%) eram do sexo feminino e 9.135 (49,9%) do sexo masculino. A população tinha a seguinte distribuição por faixa etária: 5.279 (28,8%) tinham entre 0 e 19 anos, 10.301 (56,2%) tinham entre 20 e 59 anos e 2.733 (14,9%) tinham 60 anos ou mais. Com a curiosidade que 6 habitantes tinham 100 anos ou mais.

## Geografia
Localiza-se a uma latitude 11º04'08" sul e a uma longitude 37º43'30" oeste, estando a uma altitude de 185 metros. Sua população, conforme estimativas do IBGE de 2021, era de 19 813 habitantes e sua área geográfica é de 528,4 km².

### Hidrografia
O município é banhado pelo riacho do Limeira, um afluente do rio Piauitinga e em suas terras, no povoado Palmares, nasce um dos principais rios da Bacia Hidrográfica do Estado de Sergipe, o rio Piauí.

### Rodovias
- SE-104
- SE-220